# Les Galettes de Pont-Aven
Les Galettes de Pont-Aven je francouzský film z roku 1975, který režíroval Joël Séria podle vlastního scénáře. Snímek měl světovou premiéru 20. srpna 1975.

## Děj
Henri Serin je obchodní cestující s deštníky ze Saumuru. Jeho velkou zálibou je malířství, zejména dílo Gustava Courbeta. Henri také během svých mnoha služebních cest navazuje vztahy se ženami, čímž si kompenzuje svůj jinak nudný každodenní život, který vede jeho puritánská manželka. Během cesty do Bretaně naváže poměr s manželkou zákazníka. Poté se seznámí s Angelou, se kterou jede do Pont-Aven. Angela ho však bez varování opustí a přes noc zmizí. Po jejím odjezdu se vrací do Saumuru, kde odhalí nevěru své ženy. Dostane se do deprese a začne pít. Snaží se najít klid při malování.

## Obsazení
| Jean-Pierre Marielle | Henri Serin                 |
| Bernard Fresson      | Émile                       |
| Jeanne Goupil        | Marie                       |
| Andréa Ferréol       | paní Licquois               |
| Claude Piéplu        | poutník / podomní obchodník |
| Dolorès McDonough    | Angéla                      |
| Romain Bouteille     | kněz                        |
| Dominique Lavanant   | Marie Pape                  |
| Martine Ferrière     | zpěvákova sestra            |
| Gisèle Grimm         | Henriho žena                |
| Nathalie Drivet      | služka                      |
| André Chaumeau       | servilní obchodník          |
| André Lacombe        | malíř v Pont-Aven           |
| Louison Roblin       | obchodnice                  |
| Maurice Travail      | muž v novém autě            |
| Evane Hanska         | servírka                    |
| Anne Alexandre       | hostinská                   |
| René Berthier        | cestující obchodník         |
| Bruno Balp           | barman                      |
| Pierre Forget        | druhý barman                |

## Ocenění
- César: nominace v kategoriích nejlepší herec (Jean-Pierre Marielle) a nejlepší herečka ve vedlejší roli (Andréa Ferréol)